# Steven Hallard
Steven Leslie Hallard (Rugby, 22 de febrero de 1965) es un deportista británico que compitió en tiro con arco, en la modalidad de arco recurvo.
Participó en cuatro Juegos Olímpicos de Verano, entre los años 1984 y 1996, obteniendo dos medallas de bronce en la prueba por equipo, en Seúl 1988 (junto con Richard Priestman y Leroy Watson) y en Barcelona 1992 (con Richard Priestman y Simon Terry).
Ganó una medalla de plata en el Campeonato Mundial de Tiro con Arco al Aire Libre de 1989, en la prueba individual.

## Palmarés internacional
| Juegos Olímpicos                 | Juegos Olímpicos     | Juegos Olímpicos  | Juegos Olímpicos |
| Año                              | Lugar                | Medalla           | Prueba           |
| -------------------------------- | -------------------- | ----------------- | ---------------- |
| 1988                             | Seúl (Corea del Sur) | Medalla de bronce | Equipo           |
| 1992                             | Barcelona (España)   | Medalla de bronce | Equipo           |
| Campeonato Mundial al Aire Libre |                      |                   |                  |
| Año                              | Lugar                | Medalla           | Prueba           |
| 1989                             | Lausana (Suiza)      | Medalla de plata  | Individual       |